# Mordred
Mordred er Kong Arthurs uægte søn og banemand. 
Der findes forskellige udgaver af undfangelsen af denne ridder.
- Undfanget ved at Arthurs halvsøster Morgause (somme tider Morgan le Fay) forlokker ham.
- Undfanget ved den årlige Beltane-fest, hvor Arthur eller Morgaine, der ikke har set hinanden i 10 år, udvælges af (Viviane =Damen i søen) og Merlin, til at udføre et ældgammelt frugtbarhedsritual.

Viviane har spået at Arthurs kommende hustru, Guenevere, ingen børn vil få, og ønsker derfor rigets fremtid sikret ved at få en ny konge, søn af Pendragon-slægten og af Avalon. Morgaine bliver gravid og efterlader efter fødslen sin lille søn ved sin søster Morgause, som opdrager ham til sine egne formål. Hans troskab mod Avalon styrkes og hans had mod sin far vokser idet Arthur afsværger Avalon for sin kone, Gueneveres skyld, og hengiver sig til kristendommen.
Arthur og Mordred møder hinanden ved slaget Camlann, hvor Mordred falder, men først efter at have givet Arthur et sår han ikke kan overleve.